# Godfryd II Ferréol
Godfryd II, zwany Ferréol (zm. 30 kwietnia 1043/1045) – hrabia Gâtinais, najstarszy syn Hugona du Perche i Beatrycze z Mâcon.
Godfryd pojawia się w dokumencie Fulka, biskupa Paryża, z 26 maja 1028 r., gdzie wymieniony jest jako dziedzic hrabstwa Gâtinais. Objął je po śmierci swojego przyrodniego brata, Aubriego (syna matki Godfryda z pierwszego małżeństwa), w 1028 lub 1030 r. Przydomek Ferréol pojawia się dopiero w kronice z XII w., nic nie wiadomo, czy był tak określany już za życia.
Żoną Godfryda była od 1035 r. Ermengarda (zm. 18 marca 1076), córka Fulka III Czarnego, hrabiego Andegawenii, i Hildegardy z Sundgau. Godfryd miał z nią dwóch synów i córkę:
- nieznaną z imienia córkę - poślubiła ok. 1050 r. Joscelina I, pana de Courtenay
- Godfryda III Brodatego (1040–1097), hrabiego Andegawenii
- Fulka IV (1043 - 14 kwietnia 1109), hrabiego Andegawenii

Dzięki małżeństwu Godfryda z Ermengardą jego synowie zostali władcami Andegawenii, jednego z najpotężniejszych francuskich hrabstw. Praprawnuk Godfryda, Henryk II Plantagenet, sięgnął w 1154 r. po koronę angielską.